# Apple A11 Bionic
Apple A11 “仿生”（Bionic）是一款由蘋果公司設計的，於2017年9月12日發表的64位系統單晶片（SoC），並被首先搭載於iPhone 8、iPhone 8 Plus及iPhone X三款智慧型手機中。

## 設計
A11的CPU部分為六核心設計，由2顆代號為「季風」（Monsoon）的高性能核心及4顆代號為「西北風」（Mistral）的節能核心以big.LITTLE組態組成，具備容量達 8 MB 的二級快取，但取消了三級快取。A11與前代晶片最大的不同是使用第二代性能控制器，採用HMP全域任務排程形式能使6顆CPU核心得以同時運行。蘋果公司一如既往不公開A11的CPU時脈資訊，不過根據某些效能測試工具（如GeekBench）的大略量度，高效能CPU核心的最高時脈大約為 2.5 GHz，節電CPU核心的最高時脈大約為 1.5 GHz。
作為一款系統單晶片，A11除了整合了由蘋果公司所設計之3核心圖形處理器（GPU）以外，也開始內建支援光照環境偵測和先進像素處理的圖像處理單元（ISP），另A11亦包含了每秒能夠演算出6000億筆指令，被蘋果公司命名為Neural Engine的神經網路專用加速電路模組，以運用於Face ID、Animoji及其他機器學習任務上。不過整合深度學習引擎的SoC，此前高通驍龍820是第一個嘗試，而華為技術早前推出的麒麟970也宣稱內建了自家開發的深度學習引擎。至於整合ISP，也是行動裝置SoC業界的常見設計。
A11由台積電代工生產，內含43億個晶體管。
蘋果公司稱相較於前代的Apple A10 Fusion，CPU部分高效能核心和節電核心的效能分別提升25%及70%，GPU效能較前代提升30%。

## 產品使用
- iPhone 8
- iPhone 8 Plus
- iPhone X